# Волујак (Крешево)
Волујак је насељено место у Босни и Херцеговини у општини Крешево. Административно припада Федерацији Босне и Херцеговине, односно њеном Средњобосанском кантону. Према попису становништва из 2013. у насељу је било 234 становника, а већинску популацију чинили су Хрвати.

## Становништво
По последњем службеном попису становништва из 2013. године у овом насељу живело је 234 становника, а село је било етнички хомогено са већинском хрватском популацијом.
| Националност | 2013. | 1991.        | 1981.        | 1971.        |
| Хрвати       | —     | 289 (94,44%) | 285 (93,44%) | 313 (100,0%) |
| Срби         | —     | 4 (1,31%)    | 3 (0,98%)    | 0            |
| Југословени  | —     | 13 (4,25%)   | 12 (0,98%)   | 0            |
| остали       | —     | 0            | 5 (1,64%)    | 0            |
| Укупно       | 234   | 306          | 305          | 313          |